# Öppna dörrar
Öppna dörrar (italienska: Porte aperte) är en italiensk dramafilm från 1990 i regi av Gianni Amelio.
Filmen är baserad på Leonardo Sciascias roman Porte aperte.

## Utmärkelser
Öppna dörrar vann priset David di Donatello för bästa film 1990.

## Roller (urval)
- Gian Maria Volontè – Vito Di Francesco
- Ennio Fantastichini – Tommaso Scalia
- Renato Carpentieri – Giovanni Consolo
- Renzo Giovampietro – domstolspresident Sanna
- Tuccio Musumeci – advokat Spadafora
- Silverio Blasi – justitiekanslern
- Giacomo Piperno – allmänne åklagaren
- Lydia Alfonsi – markisinnan Spadafora